# Finanzwissenschaft
Die Finanzwissenschaft (eng. public finance) ist ein Bereich der Wirtschaftswissenschaft und beschäftigt sich mit der Rolle der Regierung in der Ökonomie. Sie untersucht dabei besonders öffentliche Finanzen und die staatlichen Auswirkungen auf die effiziente Allokation verfügbarer Ressourcen, die Einkommensverteilung der Bürger und die Stabilität der Wirtschaft.

## Grundlagen
Ausgangspunkt für die Finanzwissenschaft ist die Frage nach der richtigen Rolle der Regierung. In der Regel verteilen Märkte Waren und Dienstleistungen effizient. Das bedeutet, dass bei einem Marktgleichgewicht keine Verschwendung stattfindet und die Wohlfahrt von Konsumenten und Produzenten maximiert wird. Wenn Märkte immer effizient Ressourcen verteilen würden und die Verteilung soziale Akzeptanz fände, wäre die Rolle der Regierung sehr begrenzt. Vielfach wird aber eine der genannten Bedingungen nicht erfüllt. Entweder liefern Märkte nicht die gewünschten effizienten Ergebnisse, oder die sich ergebende Verteilung findet keine soziale Akzeptanz. Daher gibt es 2 wesentliche Ziele für staatliche Eingriffe: Effizienz und Gerechtigkeit. Oftmals muss zwischen diesen beiden Zielen abgewogen werden.
Marktversagen besteht dann, wenn Märkte Waren und Dienstleistungen nicht effizient verteilen. Als Gründe für Marktversagen sind zum Beispiel Externalitäten, Informationsasymmetrien oder Netzwerkeffekte zu nennen. Die Existenz von Marktversagen begründet staatliche Eingriffe, mit dem Ziel, eine effiziente Ressourcenallokation herzustellen. Allerdings können staatliche Eingriffe ebenfalls zu Ineffizienzen führen. Diese nennt man Staatsversagen.
Es kann auch vorkommen, dass die Ergebnisse einer Marktverteilung keine soziale Akzeptanz finden. In diesem Fall kann die Regierung Maßnahmen zur Umverteilung ergreifen. Diese führen allerdings in der Regel zu Effizienzverlusten. Unter allgemeinen Voraussetzungen kann zwischen Aktivitäten der Regierung über das effiziente Maß staatlicher Handlungen und der Einrichtung von Steuersystemen getrennt werden (Diamond-Mirrlees-Trennung). Unter diesen Annahmen sollte staatliche Sozialpolitik den Nutzen maximieren und die Kosten minimieren (Kosten-Nutzen-Analyse). Die Einnahmen für diese Programme sollten durch ein effizientes Steuersystem generiert werden. Effizient heißt, dass durch dieses Steuersystem möglichst geringe Wohlfahrtsverluste bzw. Kosten entstehen. In der Praxis ist staatliche Budgetierung sehr viel komplexer und führt oft zu Ineffizienzen oder Staatsversagen.
Regierungen können Staatsausgaben auch mittels Verschuldung bezahlen. Allerdings führen Schulden nur zu einer Verschiebung der Steuerlast in die Zukunft. Schulden sind kein Ersatz für Steuern. Das Haushaltssaldo bezeichnet die Differenz aus Staatsausgaben- und Einnahmen. Verschuldung erlaubt es, die Steuerlast über den Zeitverlauf zu glätten, und ist daher ein wichtiges Werkzeug der Fiskalpolitik.

## Geschichte
Im 16. Jahrhundert im Zeitalter des Kameralismus stand vor allem der fiskalische Zweck der Besteuerung im Vordergrund. Verteilungspolitische Ausrichtung erhielt die Finanzwissenschaft im 17. und 18. Jahrhundert im sogenannten Akzisestreit. Dieser wurde durch Johann Heinrich Gottlob von Justi geschlichtet: eine allgemeine Verbrauchsteuer belaste ärmere Bevölkerungsschichten stärker als Angehörige höherer Einkommensklassen und sei daher abzulehnen.
Mit der Auseinandersetzung zwischen Liberalismus und Sozialismus im 19. Jahrhundert rückten wieder verteilungspolitische Aspekte in den Vordergrund: Adolph Wagner forderte, die Besteuerung auch in den Dienst sozialpolitischer Ziele zu stellen.
Zu Beginn des 20. Jahrhunderts hatten die öffentlichen Haushalte einen Umfang angenommen, dass ihre Einflüsse auf die ökonomischen Aktivitäten nicht länger vernachlässigt werden konnten. Die Weltwirtschaftskrise 1929 und die von John Maynard Keynes aufgestellte These, dass eine einmal eingetretene Unterbeschäftigung nicht unbedingt wieder zu einer Vollbeschäftigung führe, gaben den Anstoß, ein konjunkturelles Ziel in die Finanzpolitik aufzunehmen.

## Themen
Der Ökonom und prominente Finanzwissenschaftler Jonathan Gruber schlägt vor, die Finanzwissenschaft anhand von vier großen Fragestellungen zu kategorisieren:
1. Wann sollte die Regierung in die Wirtschaft eingreifen? (Marktversagen und Vermögensumverteilung)
2. Wie kann die Regierung in die Wirtschaft eingreifen? (z. B. mit Steuern, Subventionen, Regulierung)
3. Was sind die Effekte dieser Eingriffe auf die reale Ökonomie? (empirische ökonometrische Analyse)
4. Warum wählen Regierungen bestimmte Eingriffe bzw. Instrumente? (Fragen der politischen Ökonomie)

Gruber zufolge gibt es zwei gewichtige Gründe wann eine Regierung in die Wirtschaft eingreifen sollte: bei Marktversagen und zur Vermögensumverteilung. So kommt es zum Beispiel auf dem Markt für Krankenversicherungen in der Regel zu Marktversagen aufgrund von asymmetrischer Information und adverser Selektion. Hier kann etwa ein staatlicher Eingriff im Sinne eines verpflichtenden Krankenversicherungssystems, wie in vielen europäischen Staaten, effizienzsteigernd sein – er erhöht die allokative Effizienz. Auch bei Rezessionen kann die Regierung mit Fiskalpolitik eingreifen, um die Wirtschaft zu stabilisieren. Ein anderes Beispiel ist Umweltpolitik, wo Marktversagen, d. h. Umweltverschmutzung gelöst werden soll. Allerdings ist nicht jeder staatliche Eingriff notwendigerweise effizienzsteigernd. Ein zweiter Grund für staatliche Eingriffe ist die Vermögensumverteilung. Dabei geht es vor allem um die Frage, inwiefern eine gegebene Verteilung gerecht ist und ob sie sozial effizient ist. Vermögensumverteilung kann aus Gründen der Gerechtigkeit durchgeführt werden – hier überschneidet sich das Feld der Finanzwissenschaft mit ethischen bzw. politischen Fragen bzw. Werturteilen. Allerdings kann die Finanzwissenschaft auf dabei entstehende Effizienzverluste hinweisen, denn Vermögensumverteilung verändert die Anreizstrukturen einer Ökonomie. Finanzökonomische Analysen behalten daher den Zielkonflikt von Effizienz und Gerechtigkeit im Blick.
Nachdem eine Regierung einen Eingriff beschlossen hat, stellt sich die Frage nach dem Wie, d. h. dem optimalen Mittel. Die Finanzwissenschaft untersucht dabei verschiedene Formen staatlicher Eingriffe. Bei der Frage der Krankenversicherung zum Beispiel kann eine Regierung verschiedene Optionen wählen. Sie kann die private Krankenversicherung subventionieren und besteuern, wie zum Beispiel in den USA. Sie kann alternativ auch den Markt regulieren und bestimmte Vorschriften machen hinsichtlich der Art von Krankenversicherungen. Sie kann, wie in vielen Staaten Europas und Kanadas, ein staatliches Gesundheitssystem bereitstellen. Die Handlungsoptionen dieses Beispiels lassen sich auf viele andere Fälle und Szenarios übertragen, es gibt aber auch noch andere Instrumente. Oftmals wählen Regierungen mehrere Instrumente aus. Finanzwissenschaftliche Politikberatung kann zeigen, inwiefern sich Instrumente kombinieren lassen und welche ökonomischen Effekte zu erwarten sind. Dies geschieht oft im Rahmen einer Kosten-Nutzen-Analyse.
Ein weiteres Forschungsfeld ist die empirische Analyse konkreter staatlicher Handlungen. Dabei wird meist Ökonometrie eingesetzt. Die Finanzwissenschaft unterscheidet im Wesentlichen zwei Formen von Effekten staatlicher Eingriffe: direkte und indirekte Effekte. Jede staatliche Handlung löst sowohl direkte als auch indirekte Effekte aus. Direkte Effekte bezeichnen diejenigen Auswirkungen, wenn ökonomische Agenten ihr Verhalten in Reaktion auf den staatlichen Eingriff nicht anpassen. Indirekte Effekte bezeichnen diejenigen Auswirkungen, die durch resultierende Verhaltensänderungen der Agenten entstehen. Regierungen haben oft eigene Institutionen wie den Bundesrechnungshof, die empirische Analysen für Gesetze durchführen und ökonomische Prognosen für vorgeschlagene Gesetze erstellen.
Zuletzt untersucht die Finanzwissenschaft auch die Frage, warum Regierungen bestimmte Instrumente wählen und andere nicht. Hierbei besteht ein Unterschied zwischen der normativen Frage des optimalen Mittels und der positiven Frage, warum Regierungen bestimmte Instrumente wählen. Es kann in der Realität vorkommen, dass Regierungen nicht die theoretisch optimale Lösung wählen, sondern eine suboptimale – die Finanzwissenschaft untersucht, welche Anreize und politische Strukturen dies produzieren. Dabei überschneidet sich die Finanzwissenschaft mit dem Feld der politischen Ökonomie. In der Praxis spricht man dabei von sogenanntem Staatsversagen, in Analogie zum Marktversagen. Staatsversagen bezeichnet diejenigen Formen staatlicher Eingriffe die nicht sozial effiziente Ergebnisse produzieren. Regierungen müssen verschiedene komplexe Interessen der politischen und gesellschaftlichen Akteure berücksichtigen und sind dabei mit verschiedenen Formen von politischem Druck oder Einflussnahme konfrontiert. Man beobachtet dann eine untergeordnete Rolle für Anforderungen an Gesetze, die die ökonomische Effizienz maximieren und Ressourcen in einer sozial bevorzugten Weise umverteilen.